# Catalán en el mundo

Territorios con presencia de hablantes de catalán

El catalán en el mundo es el conjunto de hablantes del idioma catalán en todo el mundo, en las diferentes variantes, y sea su lengua materna o no. Actualmente existen 93 lectorados de catalán, que acogen a unos cuatro mil alumnos en todo el mundo.
También existen comunidades catalanas en tres continentes.[cita requerida] Según un informe de la organización catalana Plataforma por la Lengua, el catalán sería el 27.º idioma del mundo en peso económico.

## Distribución de los hablantes
Casi ocho millones de personas pueden hablarlo (aunque el número de hablantes nativos es más o menos la mitad), y lo entiende el 91 % de la población residente en el dominio lingüístico histórico, donde se encuentra el grueso de la población catalanohablante. Dicho dominio reúne regiones en cuatro países diferentes, siendo en su mayoría territorios colindantes y con una variedad de continuos dialectales a lo largo de su área de influencia:
Andorra

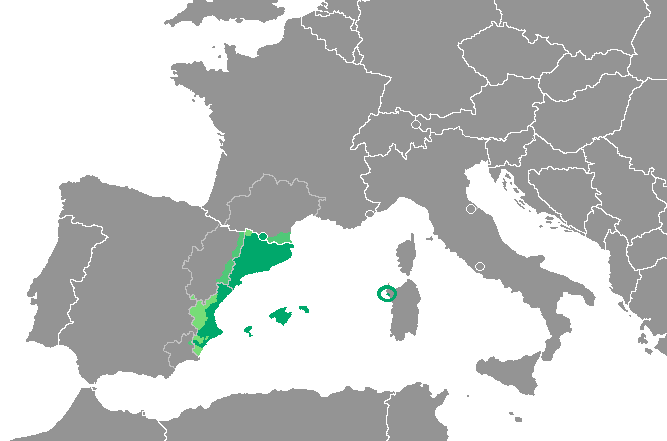
Extensión del catalán/valenciano en Europa.
En verde muy claro, los territorios donde goza de oficialidad pero donde tradicionalmente no se habla; en verde claro, aquellos donde dispone de hablantes aun sin ser oficial, y en verde oscuro los lugares donde es tanto oficial como tradicional.

En todo el territorio nacional, donde es la lengua propia y único idioma oficial.
España
- En Cataluña, donde es la lengua propia, siendo cooficial junto al español y el occitano (variante aranesa, solo en el valle de Arán).
- En las Islas Baleares, donde es la lengua propia, siendo cooficial, junto al español.
- En gran parte de la mitad oriental de la Comunidad Valenciana, donde es la lengua propia y se denomina genéricamente valenciano. También es lengua cooficial en todo el territorio, aunque con un diferente grado de oficialidad en cada zona, dependiendo de si es lengua propia o no.
- En la zona oriental de Aragón (Franja de Aragón), donde no es oficial.
- En una pequeña comarca de la Región de Murcia, conocida como el Carche, donde lo hablan unas quinientas personas, aunque no es lengua propia ni oficial.

Francia
En los antiguos condados del Rosellón y la Cerdaña, donde no es oficial y ha retrocedido mucho frente al francés.
Italia
En la ciudad de Alguer, en la isla de Cerdeña, donde existen ya pocos hablantes nativos.
El Instituto Ramon Llull fomenta y apoya la red de lectorados, así como la creación de cátedras y otros estudios permanentes de lengua y cultura catalanas. Con ello promueve la enseñanza del catalán, la literatura catalana y la cultura catalana en las universidades y otros centros de estudios superiores más allá del dominio lingüístico. 
El resto de hablantes de la lengua son emigrantes y descendientes de estos que conservan la lengua. También existen algunos hablantes como segunda lengua y estudiantes de catalán. Las comunidades de catalanohablantes de fuera del ámbito propio se articulan en torno a los lectorados de catalán y las comunidades catalanas en el exterior.[cita requerida]

## Dominio lingüístico perdido
El judeocatalán era el dialecto del catalán medieval que hablaban los judíos catalanes. que emigraron a las costas norteafricanas tras la expulsión, pero a partir de 1492 se le pierde el rastro.
Mediante el tratado de Alcaraz, la taifa de Murcia se convertía en protectorado de Castilla. Sin embargo, hubo núcleos de la taifa que no acataron el acuerdo por el cual el niño Alfonso (futuro Alfonso X) aplicó el derecho de conquista sobre Mula (1244) y Cartagena (1245). El resto de la taifa quedó bajo autonomía musulmana. Sin embargo, en 1250 Castilla decidió crear la diócesis de Cartagena, y en 1258, tras un avance mayor, el Reino de Murcia. Los sucesivos incumplimientos de los pactos de Alcaraz llevaron a la revuelta de los musulmanes murcianos en 1264. En 1266, las tropas de Jaime I de Aragón sofocaban definitivamente la revuelta y dejaban un importante contingente de pobladores catalanes y aragoneses. El dominio lingüístico del catalán llegó hasta la ciudad de Lorca y se mantuvo como lengua hablada en la región de Murcia hasta el siglo XV; esto se debió a una importante repoblación de castellanos, cuando la Corona de Aragón cedió el territorio a Castilla. Actualmente todavía hay un reducto valencianoparlante en el Carche, pedanía del municipio murciano de Yecla, pero debido a una inmigración de finales del siglo XIX, por lo que no es lengua propia de la región.
Durante el dominio Trastámara en el Reino de Sicilia, el catalán fue lengua oficial y la catalanización fue intensa.[cita requerida] En los reinos de Sicilia y Nápoles, fue una de las lenguas de la corte, siendo la oficial el italiano.
La emigración catalana del siglo XVIII a Isla Cristina consistió en la formación de una colonia de pescadores catalanoparlantes en Isla Cristina, en Andalucía. Aunque el catalán dejó de usarse como lengua vehicular al cabo de pocas generaciones, actualmente el habla de los descendientes de esos emigrantes refleja ciertos rasgos adquiridos del catalán. Es el caso de palabras como "cheta" (grifo) o "botica" (tienda). También conservan sus apellidos de origen catalán.
Entre 1735 y 1738, unos ochocientos exiliados por la derrota en la Guerra de Sucesión Española fueron trasladados al Banato de Temesvar, donde se creó la colonia conocida como Nueva Barcelona, que no se llegó a consolidar.
En 1768, una gran cantidad de menorquines, junto con otros trabajadores italianos y griegos, partieron hacia Florida para establecerse como una colonia agrícola, en la época en la que Menorca y Florida todavía estaban bajo dominio británico. Los inmigrantes menorquines no abandonaron Florida ni tampoco su lengua (el menorquín floridano), que sobrevivió hasta el siglo XX.
El patuet era el dialecto del catalán hablado por los colonos que se establecieron en Argelia en el siglo XIX durante la colonización francesa. Hubo una importante colonia formada por roselloneses, baleares y valencianos, establecidos básicamente cerca de Orán, que editaron publicaciones periódicas en catalán con ortografía francesa. Después de la limpieza étnica que siguió a la independencia de Argelia, el 1962, la mayoría de la población catalanoparlante se dispersó por Francia y la provincia de Alicante, en España.
Durante el siglo XX muchos catalanes emigraron o se exiliaron a Venezuela, México, Cuba, Argentina y otros países suramericanos. Formaron un gran número de colonias catalanas que hoy siguen manteniendo la lengua catalana, como lo es la comunidad catalanoparlante de Argentina. Asimismo, fundaron muchos casals (asociaciones) catalanes.

## Número de hablantes en el mundo

### Territorios donde tiene estatus oficial
| Territorio           | Lo entiende | Lo sabe hablar | Lengua habitual |
| -------------------- | ----------- | -------------- | --------------- |
| Cataluña             | 5.837.874   | 4.602.611      | 2.742.600       |
| Comunidad Valenciana | 3.714.654   | 1.972.922      | 1.274.000       |
| Islas Baleares       | 749.100     | 600.500        | 404.800         |
| Andorra              | 62.762      | 51.587         | 30.405          |
| Total                | 10.364.390  | 7.227.620      | 4.451.805       |

### Territorios donde no tiene estatus oficial
| Territorio               | Lo entiende      | Lo sabe hablar   | Lengua habitual  |
| ------------------------ | ---------------- | ---------------- | ---------------- |
| Alguer (Cerdeña, Italia) | 20.000           | 17.625           | 4.638            |
| Rosellón (Francia)       | 203.121          | 125.622          | 11.703           |
| Franja de Aragón         | 38.853           | 35.031           | 30.386           |
| El Carche (Murcia)       | Sin datos (<697) | Sin datos (<697) | Sin datos (<697) |
| Resto del mundo          | Sin datos        | Sin datos        | Sin datos        |
| Total                    | 261.974          | 178.278          | 46.727           |

#### Total
| Territorio      | Lo entiende | Lo sabe hablar | Lengua habitual |
| --------------- | ----------- | -------------- | --------------- |
| Europa          | 10.636.364  | 7.405.898      | 4.498.532       |
| Resto del mundo | Sin datos   | 350.000        | Sin datos       |
| Total           | 10.636.364  | 7.755.898      | 4.498.532       |